# 黄声笑
黄声笑（1918年—1995年），原名黄声孝，男，湖北宜昌人，中国诗人，曾任中国民间文艺研究会理事。